# 13077 Едшнайдер
13077 Едшнайдер (13077 Edschneider) — астероїд головного поясу, відкритий 4 листопада 1991 року.
Тіссеранів параметр щодо Юпітера — 3,509.